# نيتيروي
نيتيروي (البرتغالية النطق : [niteɾɔj] ) هي بلدية في ولاية ريو دي جانيرو، المنطقة الجنوبية الشرقية من البرازيل. تأسست هذه المدينة في 22 نوفمبر 1573.

## المناخ
يظهر الجدول التالي التغييرات المناخية على مدار السنة لنيتيروي:
| البيانات المناخية لـنيتيروي          | البيانات المناخية لـنيتيروي | البيانات المناخية لـنيتيروي | البيانات المناخية لـنيتيروي | البيانات المناخية لـنيتيروي | البيانات المناخية لـنيتيروي | البيانات المناخية لـنيتيروي | البيانات المناخية لـنيتيروي | البيانات المناخية لـنيتيروي | البيانات المناخية لـنيتيروي | البيانات المناخية لـنيتيروي | البيانات المناخية لـنيتيروي | البيانات المناخية لـنيتيروي | البيانات المناخية لـنيتيروي |
| الشهر                                | يناير                       | فبراير                      | مارس                        | أبريل                       | مايو                        | يونيو                       | يوليو                       | أغسطس                       | سبتمبر                      | أكتوبر                      | نوفمبر                      | ديسمبر                      | المعدل السنوي               |
| ------------------------------------ | --------------------------- | --------------------------- | --------------------------- | --------------------------- | --------------------------- | --------------------------- | --------------------------- | --------------------------- | --------------------------- | --------------------------- | --------------------------- | --------------------------- | --------------------------- |
| متوسط درجة الحرارة الكبرى °م (°ف)    | 32.2 (90.0)                 | 32.4 (90.3)                 | 31.5 (88.7)                 | 29.1 (84.4)                 | 27.4 (81.3)                 | 26.6 (79.9)                 | 26.1 (79.0)                 | 26.9 (80.4)                 | 27.0 (80.6)                 | 27.9 (82.2)                 | 28.7 (83.7)                 | 30.1 (86.2)                 | 28.8 (83.8)                 |
| المتوسط اليومي °م (°ف)               | 26.4 (79.5)                 | 26.5 (79.7)                 | 25.7 (78.3)                 | 23.6 (74.5)                 | 21.5 (70.7)                 | 20.2 (68.4)                 | 19.6 (67.3)                 | 20.5 (68.9)                 | 21.4 (70.5)                 | 22.6 (72.7)                 | 23.6 (74.5)                 | 25.0 (77.0)                 | 23.0 (73.4)                 |
| متوسط درجة الحرارة الصغرى °م (°ف)    | 22.1 (71.8)                 | 22.2 (72.0)                 | 21.6 (70.9)                 | 19.6 (67.3)                 | 17.3 (63.1)                 | 15.6 (60.1)                 | 14.8 (58.6)                 | 15.6 (60.1)                 | 17.1 (62.8)                 | 18.6 (65.5)                 | 19.6 (67.3)                 | 20.8 (69.4)                 | 18.7 (65.7)                 |
| الهطول مم (إنش)                      | 147.1 (5.79)                | 136.7 (5.38)                | 149.4 (5.88)                | 124.0 (4.88)                | 89.9 (3.54)                 | 55.9 (2.20)                 | 52.3 (2.06)                 | 50.1 (1.97)                 | 59.3 (2.33)                 | 87.9 (3.46)                 | 115.8 (4.56)                | 139.3 (5.48)                | 1٬207٫7 (47.55)             |
| متوسط الرطوبة النسبية (%)            | 74.8                        | 76.0                        | 77.5                        | 79.5                        | 80.8                        | 81.2                        | 79.4                        | 75.9                        | 76.3                        | 76.8                        | 76.7                        | 76.9                        | 77.6                        |
| ساعات سطوع الشمس الشهرية             | 196.7                       | 179.8                       | 189.3                       | 159.9                       | 144.2                       | 134.7                       | 156.6                       | 182.5                       | 139.8                       | 146.0                       | 157.3                       | 161.5                       | 1٬948٫3                     |
| المصدر: المعهد الوطني للأرصاد الجوية |                             |                             |                             |                             |                             |                             |                             |                             |                             |                             |                             |                             |                             |

## توأمة
لنيتيروي اتفاقيات توأمة مع كل من:
- ريو دي جانيرو
- أنابولس

## أعلام
- غيرسون
- مانويل دي أغويار فاغونديس
- ألتير غوميز دي فيغويريدو
- أوقستو تيكسيرا دي فريتاس
- أورلاندو بيسانيا دي كارفايو
- ألبرتو دي أوليفيرا
- ليوناردو أرواجو
- إدموندو
- زيزينيو
- جوزيه بونيفاسيو دي أندرادا